# Santa Inés Ahuatempan
Santa Inés Ahuatempan es una localidad del estado mexicano de Puebla. Es cabecera del municipio de Santa Inés Ahuatempan.

## Demografía
| Censo | Población |
| ----- | --------- |
| 1900  | 1816      |
| 1910  | 2196      |
| 1921  | 1967      |
| 1930  | 2362      |
| 1940  | 2719      |
| 1950  | 2465      |
| 1960  | 3649      |
| 1970  | 3657      |
| 1980  | 3302      |
| 1990  | 3360      |
| 1995  | 3303      |
| 2000  | 3903      |
| 2005  | 3880      |
| 2010  | 4105      |
| 2020  | 4426      |